# 86e corps d'armée (Allemagne)
Pour les articles homonymes, voir 86e corps d'armée.
Le 86e corps d'armée (en allemand : LXXXVI. Armeekorps) était un corps d'armée de l'armée de terre allemande, la Heer, au sein de la Wehrmacht pendant la Seconde Guerre mondiale.

## Hiérarchie des unités
| Nom          | Nbre d'hommes       | Unités subalternes                | Grade de commandement                 |
| ------------ | ------------------- | --------------------------------- | ------------------------------------- |
| Heeresgruppe | + 300 000           | 2 à + Armeen (Armées)             | Generaloberst ou Generalfeldmarschall |
| Armee        | + 100 000 - 300 000 | 2 à + Armeekorps (Corps d'armées) | General ou Generaloberst              |
| Armeekorps   | + 30 000 - 80 000   | 2 à + Divisionen (Division)       | Generalleutnant ou General            |
| Division     | + 10 000 – 20 000   | 2 à 6 Brigaden (Brigade)          | Generalmajor ou Generalleutnant       |
| Brigade      | + 3 000 – 5 000     | jusqu'à 3 Regimentern (Régiment)  | Oberst ou Generalmajor                |

## Historique
Le Generalkommando LXXXVI. Armeekorps est formé le 19 novembre 1942 dans le Sud-Ouest de la France. 

## Organisation

### Commandants successifs
| Date                               | Grade                  | Commandant          |
| ---------------------------------- | ---------------------- | ------------------- |
| 19 novembre 1942 - 28 août 1943    | General der Infanterie | Bruno Bieler        |
| 28 août 1943 - 30 novembre 1944    | General der Infanterie | Hans von Obstfelder |
| 30 novembre 1944 - 17 décembre 194 | General der Infanterie | Carl Püchler        |
| 17 décembre 1944 - 28 avril 1945   | General der Infanterie | Erich Straube       |

### Chef des Generalstabes
| Date                                | Grade       | Commandant            |
| ----------------------------------- | ----------- | --------------------- |
| 23 novembre 1942 - 15 décembre 1944 | Oberst i.G. | Hellmuth von Wissmann |
| 15 décembre 1944 - 15 avril 1945    | Oberst i.G. | Ludwig Zoeller        |
| 15 avril 1945 - 28 avril 1945       | Oberst i.G. | Weller                |

### 1. Generalstabsoffizier (Ia)
| Date                           | Grade      | Commandant       |
| ------------------------------ | ---------- | ---------------- |
| 10 juin 1944) - Décembre 1944  | Major i.G. | Walter Carganico |
| 15 août 1944 - 30 janvier 1945 | Major i.G. | Brzoska          |
| 30. janvier 1945 - ? 1945      | Major i.G. | Delévièleuse     |

## Théâtres d'opérations
- Sud de la France et Pays-Bas : Novembre 1942 - Janvier 1945
  - 12 au 21 août 1944 : bataille de la Poche de Falaise
- Front de l'Ouest : Janvier 1945 - Mai 1945

## Ordre de batailles

### Rattachement d'Armées
| Date      | Armée               | Groupe d'Armées |
| --------- | ------------------- | --------------- |
| 1942      |                     |                 |
| Décembre  | z. Vfg              | Heeresgruppe D  |
| 1943      |                     |                 |
| Janvier   | 1. Armee            | Heeresgruppe D  |
| 1944      |                     |                 |
| Janvier   | 1. Armee            | Heeresgruppe D  |
| Mai       | 1. Armee            | Heeresgruppe G  |
| Juillet   | Panzergruppe West   | Heeresgruppe B  |
| Août      | 5. Panzerarmee      | Heeresgruppe B  |
| Septembre | 15. Armee           | Heeresgruppe B  |
| Octobre   | 1. Fallschirm-Armee | Heeresgruppe B  |
| Novembre  | 5. Panzerarmee      | Heeresgruppe B  |
| Décembre  | 1. Fallschirm-Armee | Heeresgruppe H  |
| 1945      |                     |                 |
| Janvier   | 1. Armee            | Heeresgruppe D  |
| Avril     | 1. Fallschirm-Armee | OB Nordwest     |

### Unités subordonnées
7 juillet 1943
- 344. Infanterie-Division

26 décembre 1943
- 344. Infanterie-Division

12 juin 1944
- 276. Infanterie-Division
- 159. Infanterie-Division

21 juin 1944
- Gruppe von Luck
- 346. Infanterie-Division
- 711. Infanterie-Division

16 septembre 1944
- 59. Infanterie-Division
- 712. Infanterie-Division

1er mars 1945
- 190. Infanterie-Division

## Sources
- LXXXVI. Armeekorps sur Lexikon-der-wehrmacht.de